# 傻瓜 (專輯)
《傻瓜》是台灣歌手蘇慧倫的國語大碟，於1997年8月8日推出。這是她的「變身三部曲」之最後一張專輯，亦成為她歌唱事業的巔峰。

## 曲目
| 曲序 | 曲名         | 曲     | 詞     | 編曲   | 附註                                      |
| 01   | 黃色月亮     | 伍佰   | 伍佰   | 王繼康 | 第四主打歌                                |
| 02   | 傻瓜         | Padres | 許常德 | 包小松 | 第一主打歌                                |
| 03   | 929          | 包小柏 | 余致明 | 包小松 | 第三主打歌 動畫電影《幽靈公主》預告主題曲 |
| 04   | 沒有人理我   | 郭子   | 鄔裕康 | 洪敬堯 | 第二主打歌                                |
| 05   | 愛是個       | 伍佰   | 伍佰   | 王繼康 |                                           |
| 06   | O²           | 劉志宏 | 劉思銘 | 梁伯君 |                                           |
| 07   | 隨心所慾     | 張震嶽 | 陳家麗 | 江建民 |                                           |
| 08   | 腳踏車       | 古倩敏 | 陳世傑 | 李庭匡 |                                           |
| 09   | 不知不覺     | 劉志宏 | 劉思銘 | 梁伯君 |                                           |
| 10   | 我們都是好人 | 陳小霞 | 姚若龍 | 王豫民 | 第五主打歌                                |

## 唱片版本
- CD版
- 錄音帶版